# Chris Verhoef
Chris Verhoef (* 8. November 1940) ist ein ehemaliger niederländischer Fußballschiedsrichter.

## Sportlicher Werdegang
Verhoef rückte 1982 in den Kreis der Erstligaschiedsrichter im niederländischen Fußball auf und pfiff in der Spielzeit 1982/83 drei Spiele in der Eredivisie. In den folgenden Spielzeiten kam der aus Brielle stammende Spielleiter regelmäßig in der Spielklasse zum Einsatz, ehe er 1988 nach 76 von ihm geleiteten Eredivisie-Spielen aus Altersgründen ausschied. In der Spielzeit 1987/88 sprach er zudem gegen Randy Samuel beim 0:0-Remis zwischen dem FC Utrecht und dem FC Volendam am 26. September 1987 seinen einzigen Platzverweis in der höchsten Spielklasse aus. Im selben Jahr leitete er als eine Art Abschiedsspiel das Finale im Wettbewerb um den KNVB-Pokal 1987/88, als sich die PSV Eindhoven und Roda JC Kerkrade im König-Wilhelm-II.-Stadion gegenüberstanden und der Klub aus der Provinz Noord-Brabant sich durch einen 3:2-Erfolg den vierten Pokaltitel der Vereinsgeschichte holte.